# میدان صنعت (تهران)
میدان صنعت (میدان شهرک غرب) یکی از میدان‌های مشهور شمالغرب تهران است.
سال‌ها پیش در میانه میدان مجسمه‌ای به نماد صنعت نصب بود که بعدها تندیس را برداشته و تنها پایه بتونی آن باقی مانده بود، حدود سال ۱۳۸۵ آن پایه نیز برداشته شده و میدان تنها فضای گل‌کاری شده دارد.
این میدان در جنوب محله شهرک غرب واقع شده و انتهای شمالی بزرگراه شیخ فضل‌الله نوری و مسیرهای ورودی-خروجی بزرگراه همت را به بلوارهای خوردین، پاک‌نژاد و فرحزادی متصل کرده‌است.
اوایل سال ۱۳۸۰ امکان دور زدن میدان صنعت به صورت کامل از بین رفت و ضلع جنوبی آن مسدود شد، به طوری که خودروها نمی‌توانند از سمت شرق به غرب میدان بروند. در سال ۱۳۸۵، کیوسک نیروی انتظامی در قسمت مسدود شده میدان قرار گرفت.
تنها در قسمت جنوبی میدان پل عابر پیاده مکانیزه و ساده وجود دارد.
از سال ۱۳۸۹ به دلیل اجرای خط ۷ متروی تهران، باند شمال به جنوب خیابان پاکنژاد منتهی به میدان صنعت مسدود شده‌است. ایستگاه متروی میدان صنعت که جزئی از خط ۷ متروی تهران است در این میدان قرار دارد.